# اچ‌دی ۱۸۸۴۰۵
اچ‌دی ۱۸۸۴۰۵ یک ستاره است که در صورت فلکی عقاب قرار دارد.